# Kotor
Kotor (črnogorska in srbska cirilica: Котор; italijansko Cattaro) je obalno mesto v Črni gori. Leži v osamljenem delu bokokotorskega zaliva, enem najbolj razčlenjenih delov Jadranskega morja. Mesto ima 13.510 prebivalcev in je upravno središče občine Kotor, kot tudi rimskokatoliške škofije, ki upravno spada v hrvaško-dalmatinsko (Splitsko) metropolijo.
Staro sredozemsko pristanišče Kotor obdajajo utrdbe, zgrajene v beneškem obdobju. Nekateri zaliv imenujejo najjužnejši fjord v Evropi, vendar je to rias, potopljeni kanjon reke. Skupaj s skoraj previsnimi apnenčastimi stenami Orjena in Lovćena, Kotor in njegova okolica tvorijo impresivno pokrajino.
Od začetka 2000-ih v Kotorju narašča turizem, mnogi turisti prihajajo s križarkami. Obiskovalce privlači naravno okolje Boke Kotorske in staro mesto Kotor. Kotor je del svetovne dediščine kot Naravna in kulturno-zgodovinska regija Kotor.
Utrjeno mesto Kotor je bilo tudi vključeno na seznam Unescove svetovne dediščine kot del beneških obrambnih del med 15. in 17. stoletjem: Stato da Terra - zahodni Stato da Mar leta 2017 .

## Zgodovina
Natančen čas ustanovitve prvega naselja ni znan. Po nekaterih virih najstarejše naseljeno območje datira dve tisočletji nazaj, njegovo sedanje ime pa izhaja iz besede Dekatera (iz starih grških besed Deka + Thira, kar pomeni 'deset + vrata', verjetno iz števila vrat utrdbe).

### Rimsko obdobje
Mesto, ki se prvič omenja leta 168 pred našim štetjem, ko je bilo naseljeno v antičnih rimskih časih, ko je bilo znano kot Acruvium, Ascrivium ali Ascruvium (starogrško: Ἀσκρήβιον) in je bilo del rimske province Dalmacije .

### Srednji vek
Mesto je bilo utrjeno že od zgodnjega srednjega veka, ko je cesar Justinijan I. leta 535 po izgonu Ostrogotov zgradil trdnjavo nad Ascriviumom. Ascrivium so Saraceni oropali leta 840. Nadalje ga je v 10. stoletju proti vrhu Svetega Ivana utrdil Konstantin VII. Porfirogenet. Bil je eno izmed vplivnejših dalmatinskih mestnih držav romaniziranih Ilirov v celotnem zgodnjem srednjem veku, do 11. stoletja pa se je v Kotorju še vedno govoril dalmatinski jezik. Mesto je bilo del bizantinske Dalmacije v tistem obdobju in moderno ime Kotor verjetno izvira v bizantinskem imenu mesta: Dekatera ali Dekaderon.
Leta 1002 je mesto utrpelo škodo pod okupacijo Prvega bolgarskega cesarstva, naslednje leto pa ga je car Samuel Bolgarski odstopil Duklji. Duklja, oziroma Dioklea, je bila takrat vazalno vojvodstvo Bizanca. Lokalno prebivalstvo se je paktu upiralo, izkoristilo zavezništvo z Dubrovnikom in ohranilo visoko avtonomijo. V tem času je majhno romanizirano ilirsko prebivalstvo Kotorja počasi asimiliralo pomembno slovansko prebivalstvo, ki je prihajalo iz sosednjih krajev. Duklja, največje srbsko vojvodstvo v tistem času, je pod rodbino Vojislavljevićev postopoma postajalo močnejše in se na koncu leta 1042 osamosvojilo od Bizanca. Mesto je ostalo avtonomno, dokler Duklje leta 1143 spet ni pokoril Bizanc.
Mesto je leta 1185 osvojil Štefan Nemanja, vladar Velike kneževine Srbije in ustanovitelj rodbine Nemanjićev. Kotor je bil takrat že sedež škofa, podrejen barski nadškofiji, v 13. stoletju pa sta bila ustanovljena dominikanski in frančiškanski samostana za preverjanje širjenja bogomilstva. Pod vladavino Nemanjićev je Kotor postal delno avtonomno mesto, uživalo je v številnih privilegijih in ohranilo svoje republikanske ustanove. To podpira statut iz leta 1301, ki dokazuje, da je imel Kotor status mesta pod oblastjo Srbije. V 14. stoletju je trgovina Cattaro (v latinščini; v srbščini Котор, град краљев/Kotor, kraljevo mesto), izenačilo z Dubrovniško republiko in povzročilo zavidanje Beneške republike. Kotor je bil do leta 1371 najpomembnejše trgovsko pristanišče kasnejših srbskih držav – Kraljevine Srbije in Srbskega cesarstva.
Po razpadu Srbskega cesarstva je mesto prevzela Ogrska, le da se je v obdobju med 1371–1384 oblast večkrat zamenjala z Beneško republiko. Med letoma 1384–1391 je Kotor zasedla Kraljevina Bosna pod Tvrtkom I. Kotromanićem. Bosanski kralj, ki je zahteval srbski prestol, je v Kotorju koval kovance.
Po smrti Tvrtka leta 1391 je Kotor postal popolnoma neodvisen, dokler uprava, previdna pred osmansko nevarnostjo, ni zaprosila Beneške republike za zaščito. Mesto je tako leta 1420 priznalo suzerenstvo Benečanov.

### Beneška in osmanska oblast
Mesto je bilo od leta 1420 do 1797 del Beneške Albanije, province Beneške republike. Osmani so ga oblegali leta 1538 in 1657.
Štiri stoletja beneške prevlade so mestu prinesle značilno beneško arhitekturo, ki je prispevala k temu, da je Kotor postal Unescova svetovna dediščina .
V 14. in 15. stoletju so v Kotor začeli prihajati naseljenci iz Trebinjske pokrajine (regija okoli utrdb Klobuk Ledenica in Rudina) in iz Zahumja (Gacko in Dabar) . Italijansko ime mesta je Càttaro. Pod beneško vladavino je Kotor leta 1538 in 1657 oblegalo Osmansko cesarstvo, leta 1572 ga je pretresla kuga, leta 1567 in 1667 pa skoraj uničil potres. Kratek čas so mestu vladali tudi Osmani.

### Habsburžani in Napoleon
Po pogodbi iz Campa Formio leta 1797 je prešel v Habsburško monarhijo. Vendar je bil leta 1805 z bratislavskim mirom dodeljen podrejeni državi prvega Francoskega cesarstva, Napoleonskemu kraljestvu Italiji, čeprav ga je v resnici nadzorovala ruska eskadra pod poveljstvom Dmitrija Senjavinova. Ko so se Rusi umaknili, je bil Kotor leta 1806 združen z Napoleonovim Italijanskim kraljestvom in nato 1810 priključen Ilirskim provincam Francoskega cesarstva.
Kotor so Britanci zajeli v napadu na zaliv, ki ga je vodil komodor John Harper z HMS Saracen (18 topov). Za zaprtje Kotorja so prebivalci ob obali ladjo dobesedno potegnili z vrvmi. Posadka Saracena je pozneje vlekla topove nad trdnjavo sv. Ivana, trdnjavo v bližini Kotorja, okrepil pa jih je stotnik William Hoste s svojo ladjo HMS Bacchante (38 topov). Francoski garnizon ni imel druge možnosti, kot da se preda, kar je storil 5. januarja 1814.
Dunajski kongres je Kotor vrnil Habsburški monarhiji. Do leta 1918 je bilo mesto, tedaj imenovano Cattaro, sedež istoimenskega okrožja, enega od 13 Bezirkshauptmannschaften v kraljevini Dalmaciji .
V prvi svetovni vojni je bil Kotor eno glavnih oporišč avstro-ogrske mornarice in domovina avstrijske pete flote, ki so jo sestavljale bojne ladje in lahke križarke. Območje je bilo mesto najhujših bojev med lokalnimi črnogorskimi Slovani in Avstro-Ogrsko. Po letu 1918 je mesto postalo del Jugoslavije in uradno postalo znano kot Kotor.

### Druga svetovna vojna
Med letoma 1941 in 1943 je območje Kotorja pripojila Kraljevina Italija, in je postalo ena od treh provinc italijanskega governorata Dalmacija - provinca Cattaro . Območje (razdeljeno v 15 Comuni)  je obsegalo 547 km2 in imelo 39.800 prebivalcev. Večina prebivalcev mesta je bila pravoslavnih z nekaterimi rimokatoliki, bilo pa je 300 dalmatinskih Italijanov .

## Znamenitosti
Kotor ima eno najbolje ohranjenih srednjeveških starih mest na Jadranu in je dvojna Unescova svetovna dediščina: je del naravne in kulturnozgodovinske regije Kotorja in beneških obrambnih del med 16. in 17. stoletjem: Stato da Terra - zahodni Stato da mar.
V njem so številne znamenitosti, na primer stolnica svetega Trifona v starem mestu (zgrajena leta 1166) in starodavno obzidje, ki se razprostira 4,5 km neposredno nad mestom. Otoka Sveti Juraj (Sveti Đorđe) in Gospa od Škrpjela ob obali Perasta tudi spadata med turistične destinacije v okolici Kotorja.

## Kultura
Kotor gosti več poletnih prireditev, kot sta Poletni karneval ali Bokeljska noć. Skupaj z Budvo in majhnim mestecem Tuzi blizu Podgorice je maja 2009 gostil svetovni kongres mestnih karnevalskih zvez federacije evropskih karnevalskih mest (FECC).
Kotor ima veliko populacijo mačk, ki so že postale značilnost mesta . Mesto ima več trgovin z mačkami in muzej mačk ter Mačji trg (Trg od mačaka). Vodo in hrano nastavljajo po mestu, da se mačke hranijo, kartonske škatle pa so pogosto urejene tako, da lahko mačke spijo .

## Demografija
Kotor je upravno središče občine Kotor, ki vključuje še mesti Risan in Perast, pa tudi številne majhne zaselke okoli zaliva Boke Kotorske in ima 22.601 prebivalcev .
Samo mesto Kotor ima le 961 prebivalcev, vendar administrativne omejitve mesta obsegajo le območje starega mesta. Mestno območje Kotorja vključuje tudi Dobroto (8819) in Škaljare (3807), s čimer se število prebivalcev mesta Kotor približalo 13.000 prebivalcem. Če se vključijo sosednji zaselki Muo, Prčanj in Stoliv, se skupno število poveča na približno 15.000. Po popisu leta 2003 je bilo v občini Kotor 22.947 prebivalcev.
Po dokumentih iz leta 1900 je bilo v Kotorju 7617 katoličanov in 7207 pravoslavnih. Kotor je še vedno sedež katoliške škofije Kotor, ki pokriva celoten zaliv. Leta 2011 je bilo 78 % prebivalcev Kotorja pravoslavnih kristjanov, 13 % pa kot rimskokatoličanov
| 1948 | 1953 | 1961 | 1971 | 1981 | 1991 | 2003 |      |      |      |
| г    | 871  | 950  | 1187 | 1433 | 1332 | 1401 | 1363 | 1386 | 1331 |

- Pravoslavna cerkev sv. Nikolaja
- Cerkev Gospe od zdravja
- Stolnica sv. Trifona
- Cerkev blažene Ozane
- Ozek dostop v Kotorski zaliv.
- Obrambna utrdba ob vstopu v Bokokotorski zaliv.
- Utrjen otok v Boki Kotorski.
- Značilna pokrajina okoli zaliva.

## Promet
Kotor je s predorom Vrmac povezan z Jadransko avtocesto ter ostalo obalo in celinsko Črno goro. V notranjost je dosegljiv z jadranske avtoceste v Budvi ali Sutomoru (skozi predor Sozina). Obstaja tudi zgodovinska cesta, ki povezuje Kotor s Cetinjem, s katere je razgled na zaliv.
Letališče Tivat je oddaljeno 5 kilometrov, redni leti pa so v Beograd, Moskvo, Pariz in London. Na letališču v poletni sezoni vsak dan pristane na desetine čarterskih letal.
Letališče Podgorica je oddaljeno 65 kilometrov in ima vse leto redne lete do večjih evropskih krajev.

## Pobratena mesta
Kotor je pobraten z:
- Campomarino, Italija
- Nesebar, Bolgarija
- Přerov, Češka
- Santa Barbara, Kalifornija, ZDA
- Stari Grad (Beograd), Srbija
- Subotica, Srbija
- Szeged, Madžarska
- Trogir, Hrvaška